# Automobiles M.S.
Automobiles M.S. war ein französischer Hersteller von Automobilen und Motoren.

## Unternehmensgeschichte
Die Herren Morain und Sylvestre gründeten 1922 in Sèvres das Unternehmen Automobiles M.S., wobei das M.S. für Morain und Sylvestre stand. Im gleichen Jahr lieferte das Unternehmen Zweizylindermotoren aus eigener Produktion an Delfosse et Cie. 1923 begann die Produktion eigener Automobile. Zu diesem Zweck bestand eine Zusammenarbeit mit der Société A. Marguerite aus Courbevoie. Als das Unternehmen 1924 in Konkurs ging, übernahmen die Herren Martin und Blanco das Unternehmen, benannten es in Société Nouvelle des Automobiles M.S. um und zogen mit dem Unternehmen nach Suresnes. Das Unternehmen stellte insgesamt rund 60 Fahrzeuge her. Mitte 1925 endete die Produktion. Delfosse et Cie übernahm das Unternehmen.

## Fahrzeuge

### Fahrgestell
Automobiles M.S. verwendete für seine Fahrzeuge ein Fahrgestell von Marguerite. Dabei handelte es sich um ein konventionelles Fahrgestell mit Frontmotor und Hinterradantrieb.

### Motor
Das erste Modell besaß entweder einen Zweizylindermotor aus eigener Produktion mit 996 cm³ Hubraum oder einen Zweizylindermotor von Train mit 995 cm³ Hubraum. In den späteren Modellen kamen Vierzylindermotoren von Chapuis-Dornier mit wahlweise 900 cm³, 961 cm³, 1093 cm³ oder 1095 cm³ Hubraum zum Einsatz. Das 1924 auf dem Genfer Auto-Salon ausgestellte Fahrzeug hatte einen Vierzylindermotor mit 59 mm Bohrung, 100 mm Hub und 1095 cm³ Hubraum.
Nach anderer Quelle soll die Firma bereits 1919 gegründet worden sein und ihr erstes Cyclecar (mit Zweizylinder-SEM-Motor mit 600 cm³ Hubraum), Radstand 2,05 m, 1919 auf dem Pariser Autosalon vorgestellt haben, dieser Typ scheint jedoch nicht in Serie gegangen zu sein. Es folgte dann der zum Salon 1922 erstmals vorgestellte und anschließend in Serie gefertigte MS 6CV mit 2,70 m Radstand und Vierzylinder-Chapuis-Dornier-Motor von 960 cm³ Hubraum (Bohrung × Hub 60 × 85 mm) und 13 PS. Er wurde bis 1924 gebaut. 1925 wurde er von zwei Typen abgelöst, die offenbar das Fahrwerk des Vorgängers behielten, aber größere Motoren hatten: Der AP 7CV mit 1057 cm³ Hubraum (Bohrung × Hub 58 × 100 mm) und der GM 7CV mit 1095 cm³ Hubraum (Bohrung × Hub 59 × 100 mm) und 23 PS.

### Karosserie
Automobiles M.S. stellte aus den zugekauften Fahrgestellen, verschiedenen Motoren und eigenen Karosserien komplette Fahrzeuge her. Besonderheit war ein offener Tourenwagen mit Korbgeflecht.

### Maße und Gewichte
Das Fahrgestell des Fahrzeugs von 1924 hatte 270 cm Radstand, 117 cm Spurweite und wog 300 kg. Das Komplettfahrzeug kostete 4400 Schweizer Franken.

## Vertriebsorganisation
Die Fahrzeuge wurden von Automobiles M.S. unter dem Markennamen M.S. vermarktet.